# Vicariato apostolico di Puerto Maldonado
Il vicariato apostolico di Puerto Maldonado (in latino Vicariatus Apostolicus Portus Maldonadi) è una sede della Chiesa cattolica in Perù immediatamente soggetta alla Santa Sede. Nel 2022 contava 288.420 battezzati su 360.433 abitanti. È retto dal vescovo David Martínez de Aguirre Guinea, O.P.

## Territorio
Il vicariato apostolico comprende la regione di Madre de Dios, la provincia di La Convención e un distretto della provincia di Quispicanchi nella regione di Cusco, la provincia di Purús e un distretto della provincia di Atalaya nella regione di Ucayali.
Sede del vicariato è la città di Puerto Maldonado, dove si trova la cattedrale di Nostra Signora del Rosario.
Il territorio è suddiviso in 24 parrocchie.

## Storia
La prefettura apostolica di Santo Domingo de Urubamba fu eretta il 5 febbraio 1900 con il decreto Cum interior della Congregazione di Propaganda Fide, ricavandone il territorio dalla diocesi di Cusco (oggi arcidiocesi).
Il 4 luglio 1913 in forza del breve Felix catholicae di papa Pio X la prefettura apostolica fu elevata a vicariato apostolico e assunse il nome di vicariato apostolico di Urubamba e Madre de Dios.
Il 10 marzo 1949 ha assunto il nome attuale in forza del decreto Cum huius della Congregazione di Propaganda Fide.
Il 15 dicembre 2004 la Congregazione per il culto divino e la disciplina dei sacramenti ha confermato Maria Santissima Madre di Dio patrona principale del vicariato apostolico.

## Cronotassi dei vescovi
Si omettono i periodi di sede vacante non superiori ai 2 anni o non storicamente accertati.
- Ramón Zubieta y Les, O.P. † (27 settembre 1901 - 19 novembre 1921 deceduto)
- Sabas Sarasola Esparza, O.P. † (13 giugno 1923 - 29 febbraio 1944 deceduto)
  - Sede vacante (1944-1946)
- Enrique Álvarez González, O.P. † (14 luglio 1946 - 2 giugno 1948 deceduto)
- José María García Graín, O.P. † (10 marzo 1949 - 27 maggio 1959 deceduto)
- Javier Miguel Ariz Huarte, O.P. † (27 maggio 1959 succeduto - 26 aprile 1980 nominato vescovo ausiliare di Lima)
- Juan José Larrañeta Olleta, O.P. (26 aprile 1980 - 2 febbraio 2008 dimesso)
- Francisco González Hernández, O.P. (2 febbraio 2008 succeduto - 23 giugno 2015 dimesso)
- David Martínez de Aguirre Guinea, O.P., succeduto il 23 giugno 2015

## Statistiche
Il vicariato apostolico nel 2022 su una popolazione di 360.433 persone contava 288.420 battezzati, corrispondenti all'80,0% del totale.
| anno | popolazione | popolazione | popolazione | presbiteri | presbiteri | presbiteri | presbiteri                | diaconi | religiosi | religiosi | parrocchie |
| anno | battezzati  | totale      | %           | numero     | secolari   | regolari   | battezzati per presbitero | diaconi | uomini    | donne     | parrocchie |
| ---- | ----------- | ----------- | ----------- | ---------- | ---------- | ---------- | ------------------------- | ------- | --------- | --------- | ---------- |
| 1949 | 30.000      | 42.000      | 71,4        | 22         |            | 22         | 1.363                     |         | 27        | 33        | 7          |
| 1966 | 32.500      | 35.000      | 92,9        | 40         |            | 40         | 812                       |         | 53        | 40        | 4          |
| 1970 | 100.000     | 150.000     | 66,7        | 33         |            | 33         | 3.030                     |         | 50        | 53        |            |
| 1976 | 142.000     | 150.000     | 94,7        | 33         |            | 33         | 4.303                     |         | 45        | 61        | 7          |
| 1980 | 150.000     | 165.000     | 90,9        | 28         | 1          | 27         | 5.357                     |         | 35        | 50        | 7          |
| 1990 | 218.000     | 225.000     | 96,9        | 28         | 1          | 27         | 7.785                     |         | 33        | 50        | 12         |
| 1999 | 222.000     | 238.000     | 93,3        | 38         | 3          | 35         | 5.842                     | 5       | 45        | 50        | 17         |
| 2000 | 223.000     | 238.000     | 93,7        | 37         | 3          | 34         | 6.027                     | 5       | 46        | 50        | 18         |
| 2001 | 224.000     | 245.000     | 91,4        | 35         | 3          | 32         | 6.400                     |         | 42        | 50        | 17         |
| 2002 | 220.000     | 250.000     | 88,0        | 39         | 6          | 33         | 5.641                     |         | 37        | 48        | 17         |
| 2003 | 218.000     | 252.000     | 86,5        | 36         | 17         | 19         | 6.055                     |         | 30        | 52        | 18         |
| 2004 | 217.000     | 258.000     | 84,1        | 40         | 19         | 21         | 5.425                     |         | 35        | 43        | 18         |
| 2010 | 237.000     | 296.000     | 80,1        | 44         | 24         | 20         | 5.386                     |         | 35        | 35        | 22         |
| 2014 | 262.000     | 327.600     | 80,0        | 55         | 29         | 26         | 4.763                     |         | 32        | 35        | 22         |
| 2017 | 270.775     | 338.210     | 80,1        | 55         | 39         | 16         | 4.923                     |         | 19        | 37        | 21         |
| 2020 | 280.860     | 350.760     | 80,1        | 45         | 30         | 15         | 6.241                     |         | 20        | 47        | 23         |
| 2022 | 288.420     | 360.433     | 80,0        | 42         | 28         | 14         | 6.867                     |         | 17        | 48        | 24         |